# Zhuangxiang de Qin
Zhuangxiang de Qin (en xinès tradicional:秦庄襄王), nom propi de Yiren, més tard reanomenat a Zichu, va ser un rei de l'estat de Qin durant el segle iii aC en el període dels regnes combatents de la història xinesa.
Ying Yiren va nàixer del Senyor Anguo i la seva concubina Na Xia. Sent el fill menys afavorit de la família reial, Ying Yiren fou manat pel seu pare a l'estat de Zhao com a rehena. Ying Yiren no va ser tractat bé a Zhao sent bé menyspreat. Per ventura, Ying Yiren va conèixer un home de negocis, Lü Buwei, qui li mostrà a Ying que era una persona extraordinària i tenia el potencial per convertir-se en el futur mandatari de Qin. Lü portà Ying Yiren a la seua residència i l'atengué bé, regalant i concedint a Ying amb luxes i la seua concubina, Na Zhao. Na Zhao més tard donaria a llum a un fill de Ying Yiren, Ying Zheng.
Mentrestant, Lü Buwei ajudà Ying Yiren a guanyar-se el favor de la concubina favorita del Senyor Anguo, Na Huayang, i Na Huayang tractà de persuadir al Senyor Anguo d'anomenar a Ying Yiren com el seu successor. Na Huayang era una nativa de l'Estat de Shu i va canviar de nom Yiren a "Zichu" (子楚), que literalment significa "fill de Chu". Després de la mort del Rei Zhaoxiang de Qin, el Senyor Anguo ascendí al tron de Qin com a Rei Xiaowen de Qin, però passà avall després d'un any de regnat. Ying Yiren succeí al Rei Xiaowen i es convertí en el Rei Zhuangxiang de Qin. King Zhuangxiang designà a Lü Buwei com el seu canceller i a Ying Zheng com el seu príncep hereu.
El rei Zhuangxiang governà Qin for per tres anys i morí en el 247 aC a l'edat dels 35 anys. Els historiadors tenen sospites que la mort del rei Zhuangxiang va ser causada per Lü Buwei, ja que el rei havia descobert les relacions adúlteres de Lü amb Na Zhao. Altra creença popular és que Ying Zheng no era el fill biològic de Zhuangxiang, sent Na Zhao ja embarassada d'un fill Lü Buwei quan Lü se la va presentar al Rei Zhuangxiang. Ying Zheng succeí al Rei Zhuangxiang com a governant de Qin i unificà Xina sota la dinastia Qin en el 221 aC, proclamant-se "Qin Shi Huang" (Primer Emperador de Qin).